# وهم
الوهم هو تشوُّه يحدث للحواس، ويَكشِف كيف يُنظم الدماغ ويُفسِّر الإثارة الحسية. وعلى الرغم من أن الأوهام تُشوه الحقيقة، يتشارك فيها عادةً معظم الناس. وتُؤثر الأوهام عادةً على حاسة الإنسان أكثر من رؤيته. بينما يُعد الخداع البصري أكثر أنواع الوهم شهرةً وتفهماً. ويأتي التركيز على الخداع البصري من أن حاسة البصر تُسيطر على الحواس الأخرى في معظم الأحيان. فعلى سبيل المثال، يعتقد من يشاهد خدعة التكلم الباطني أن الصوت قادم من العرائس، لأنهم يُشاهدون أن العرائس قادرة على تحريك فمها مع الكلمات.
وتعتمد بعض الأوهام على افتراضات عامة تقوم بها الدماغ خلال الإدراك الحسي. وتتم هذه الافتراضات باستخدام مبادئ منظمة، مثل غيشتالت، وقدرة الفرد على الإدراك العميق والإدراك الحركي، والثبات الإدراكي. كما تحدث أوهام أخرى نتيجة الهياكل الحسية البيولوجية داخل جسم الإنسان أو ظروف أخرى خارج الجسم داخل بيئة الإنسان البيئية.
يُشير مصطلح الوهم إلى شكل معين من أشكال التشوه الحسي. أما الهلوسة فهي تَشوُّه في غياب الحافز. بينما يصف الوهم سوء تفسير الإحساس الحقيقي. فعلى سبيل المثال، إن سماع أصوات بغض النظر عن البيئة يعتبر هلوسة، في حين أن سماع أصوات متداخلة مع صوت المياه الجارية (أو غيرها من الأصوات) يعد وهماً.
تُعرف التمثيليات الصامتة بأنها مجموعة من الأوهام التي أنشأتها الوسائل المادية. حيث يخلق ممثل فن الحركات الإيحائية وهماً تمثيلياً باستخدام أشياء غير مرئية. تستغل هذه الأوهام افتراضات الجمهور حول العالم المادي. وتشمل الأمثلة المشهورة «الجدران»، و«صعود السلالم»، و«الميل»، و«نزول السلالم»، و«السحب والدفع» وغيرها.

## الخداع البصري

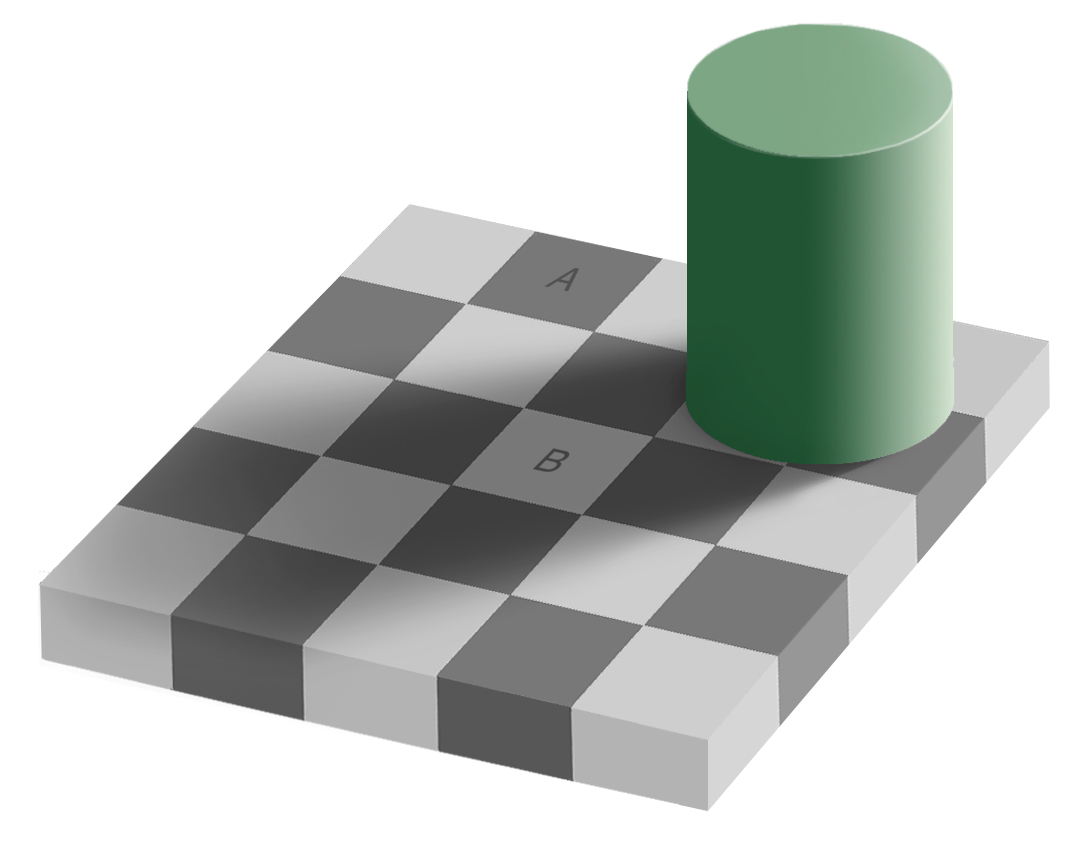
خداع بصري.المربع (A) ليس له نفس درجة اللون الرمادي للمربع (B).

يتميز الخداع البصري دائماً برؤية صور خادعة أو مضللة باستخدام حاسة البصر. وبالتالي، يًعالج المخ المعلومات التي تجمعها العين، ثم يُقدم إدراكاً لا يتفق مع المقياس المادي لمصدر التحفيز. وهناك افتراض سائد بأن هناك أوهام فسيولوجية تحدث بشكل طبيعي، بالإضافة إلى أوهام معرفية يُمكن أن تتمثل في حيل بصرية معينة تتصل بكيفية عمل أنظمة الإنسان الحسية.
وتبني دماغ الإنسان عالم داخل رؤوسنا يَعتمد على عينات من البيئة المحيطة. ومع ذلك، تُحاول الدماغ في بعض الأحيان تنظيم هذه المعلومات التي تراها جيدة، في حين تستخدمها في سد الثغرات في أوقات أخرى. وتعتبر هذه الطريقة التي تعمل بها الدماغ أساس الأوهام التي تصيب الإنسان.

## الأوهام السمعية
ترتبط الأوهام السمعية بحاسة السمع: حيث يسمع الفرد أصواتاً غير موجودة أو «مستحيلة». وباختصار، تُلقي الأوهام السمعية الضوء على المجالات التي تستخدم فيها الأذن البشرية والدماغ أدوات بديلة مؤقتة تختلف عن المستقبلات السمعية المثالية (للأفضل أو للأسوأ). ومن أمثلة الأوهام السماعية نغمة شيبرد.

## أوهام حاسة اللمس
تشمل أمثلة أوهام حاسة اللمس: الأطراف الوهمية، ووهم الشواء الحراري، ووهم جلد الأرنب، ووهم آخر غريب يحدث عند وضع إصبع الوسطى والسبابة على الأنف، بحيث يكون كل إصبع على كل جانب، مما يؤدي إلى الإحساس بوجود أنفين منفصلين. ومن المثير للاهتمام، أن مناطق الدماغ التي تنشط خلال أوهام حاسة اللمس هي نفس المناطق التي يتم تفعيلها خلال الإدراك الفعلي لحاسة اللمس. ويُمكن أيضاً استخراج أوهام حاسة اللمس عن طريق تكنولوجيا حاسة اللمس. حيث يمكن استخدام تلك «الأشياء» الوهمية لخلق «أشياء حقيقية».

## الحواس الأخرى
يُمكن أن تحدث الأوهام أيضاً مع الحواس الأخرى مثل حاسة التذوق والشم. حيث أنه في حالة تلف أجزاء من مستقبلات التذوق في اللسان، يمكن أن تنتج أوهام حاسة التذوق عن طريق محفزات اللمس. وتحدث أوهام حاسة الشم عند إعطاء سمات لفظية إيجابية أو سلبية قبل محفزات حاسة الشم.

## الاضطرابات
تأتي بعض الأوهام نتيجة مرض أو اضطراب. وبما أنه لا يتشارك الناس في هذه الأنواع من الأوهام، لكل نوع منها شروطه الخاصة به. فعلى سبيل المثال، يعاني كثير من مرضى الصداع النصفي من أوهام العتمة الجدارية.

## الفلسفة والوهم
تشير كلمة «الوهم» إلى معاني مختلفة في الفلسفة الهندوسية (مايا). حددت الكثير من الفلسفات الأحادية الفرق بين الوهم والواقع بوضوح. وطبقاً للفلسفة الهندوسية advaita (عدم الازدواجية)، يعد الوهم شيئاً غير واقعي وغير زائف في نفس الوقت. ومن الشائع افتراض أن الوهم فلسفة هندوسية زائفة تُميز بين مايا (الوهم) والباطل. ووفقاً لهذه الفلسفة، تعتبر فلسفة مايا صحيحة في حد ذاتها، ولكنها غير صحيحة مقارنةً بالحقيقة. ووفقاً لهذه الفلسفة، لا يعتبر الوهم عكس الحقيقة أو الواقع. ووفقاً لهذه الافتراضات، ذكر فيداس أن العالم كما يراه البشر هو عبارة عن وهم (مايا).
وهذا لا يعني أن العالم ليس حقيقياً. فالعالم يعتبر صورة حقيقية لشخص في المرآة. العالم غير حقيقي بالمقارنة مع الواقع. ولكن العالم لا يعد زائفاً أيضاً. فالباطل هو شيء لا وجود له. وإذا طبقنا هذه الفلسفة على المثال السابق، لا يعتبر الوهم وهماً في الواقع، ولكنه زيف. وذلك لأن الناس يميلون إلى اعتبار الوهم باطلاً.
ووفقاً لتعاليم أديشانكار، إن العالم الذي نعتقده واقعياً ليس واقعياً، ولكنه وهم (ليس صحيحاً وليس باطلاً). إن حقيقة العالم شيء لا يُمكن تجربته إلا من خلال إزالة الهوية.

## وصلات خارجية
- تقنيات التغطية العالمية
- أفضل فيديوهات الوهم
- قم بعمل فيديو الوهم الخاص بك
- قاعدة بيانات الأوهام: الأوهم اليومية
- ما هو الوهم؟ بقلم جيه آر بلوك.
- الأوهام البصرية والظواهر المرئية بقلم مايكل باخ
- الأوهام السمعية
- تصور الأشكال—أوهام حاسة اللمس، والقوى وهندسة الأشياء بقلم غابرييل روبليس دي لا توري.
- أوهام حاسة التذوق
- الوصول إلى المرتفعات (موقع علمي ذو أوهام سمعية وبصرية)